# Oregoni Tengerbiológiai Intézet
Az Oregoni Tengerbiológiai Intézet (angolul: Oregon Institute of Marine Biology, OIMB) az Oregoni Egyetem kutatóintézete az Amerikai Egyesült Államok Oregon államának Charleston településén, a Coos-öböl torkolatánál. Az oktatási tevékenységet is végző szervezet a Nemzeti Tengerlaboratóriumi Szövetség tagja.

## Története
Az 1924-ben alapított intézet kezdetben a Sunset-öbölben kihelyezett sátrakban működött, majd 1931-ben jelenlegi helyére, a hadsereg egykori őrhelyére költözött. 1937-től az Oregoni Állami Főiskola (ma Oregoni Állami Egyetem) része volt, majd a második világháborúban a hadsereg visszavette a területet. A háborút követően a terület visszakerült az intézményhez, majd 1955-ben az intézet Oregoni Egyetem része lett. 1966-tól a kutatás mellett egyre hangsúlyosabb lett a nyári oktatás is, ezért számos további létesítmény épült. 2017–2018-ban téli kurzusok is indultak.

## Képzések
A kutatás mellett az intézetben oktatás is zajlik, amelyen az Oregoni Egyetem mellett más intézmények hallgatói is részt vehetnek:
- Állati viselkedés
- Bevezetés a kísérleti tervezésbe és statisztikába
- Biológiai
- Gerinctelenek
- Halbiológia
- Mélytengeri és sekély vízi élővilág
- Összehasonlító embriológia és lárvabiológia
- Sejtbiológia
- Tengeri környezetvédelem
- Tengeri madarak és emlősök
- Tengeri molekuláris biológia
- Tengeri ökológia
- Tengerbiológiai természetvédelem
- Torkolatbiológia

Hétvégi kurzusok:
- Biológiai illusztrációk
- Inváziós tengerbiológia
- Moszatbiológia
- Parazitológia
- Tengeri biolumineszcencia

## Szervezeti egységek
Az Oregoni Egyetem Könyvtára részeként működő Loyd and Dorothy Rippey Könyvtár 1999-ben nyílt meg. Gyűjteménye 16 év felett kölcsönözhető.
A Charlestoni Tengeri Élővilágközpont a vizek élővilágát és az intézet tevékenységét bemutató múzeum a charlestoni kikötőben.

## Járművek
Az intézetnek a 13 méteres R/V Pluteus alumínium vontatóhajó és a 6 méteres R/V Pugettia alumíniumhajó mellett számos kisebb járműve, emellett egy távirányítású tengeralattjárója van.

## Fordítás
- Ez a szócikk részben vagy egészben  az   Oregon Institute of Marine Biology című angol Wikipédia-szócikk ezen változatának fordításán alapul.  Az eredeti cikk szerkesztőit annak laptörténete sorolja fel. Ez a jelzés csupán a megfogalmazás eredetét és a szerzői jogokat jelzi, nem szolgál a cikkben szereplő információk forrásmegjelöléseként.